# Tillverkningsteknik
Tillverkningsteknik är det praktiska tillvägagångssättet i en industriell process för att omvandla råmaterial till en färdig produkt.

## Bearbetningsmetoder
- Fogning
- Gjutning
- Plastisk bearbetning
- Pulvermetallurgi
- Skärande bearbetning
- Klippning
- Elektromagnetisk formning
- Friformsframställning